# Quân Vương (sách)
Quân Vương (tiếng Ý: Il Principe, tiếng Anh:The Prince) là một cuốn sách bàn về khoa học chính trị của nhà ngoại giao, nhà sử học, nhà triết học chính trị người Ý tên Niccolò Machiavelli. Cuốn sách được cho là xuất hiện lần đầu vào năm 1513 với tiêu đề tiếng Latin là De Principatibus (Bàn về các vương quốc). Mãi tới năm 1532 ấn bản in mới chính thức được xuất bản dưới sự cho phép của giáo hoàng Clement VII, khi mà Machiavelli đã qua đời được 5 năm. Tuy nhiên, ngay từ khi bản thảo viết tay được phổ biến, đã có rất nhiều tranh cãi xoay quanh nội dung và phạm trù đạo đức mà nó liên quan.
Cuốn sách đôi khi được xem là một trong những tác phẩm chính trị thực tiễn đầu tiên, theo đó tính hiệu quả và khả thi được đưa lên trên giá trị đạo đức hay các khái niệm trừu tượng. Điều này trái hẳn với giáo lý Công giáo và các học thuyết trước đó và cùng thời bàn về chính trị và các giá trị đạo đức. Cuốn sách tập trung bàn về các vấn đề: Thuật trị nước, thuật dùng người và trị người, nghệ thuật tranh quyền, giữ quyền lực... Đây không chỉ là sách về các biện pháp và thủ đoạn chính trị mà còn là một cuốn sách về con người. Sau đây là lời đề từ của tác phẩm:
 Bậc quân vương phải biết học hỏi từ bản tính của dã thú, biết kết hợp sức mạnh của sư tử với sự tinh ranh của cáo. Sư tử không thể tự bảo vệ mình tránh các cạm bẫy, còn cáo thì lại không thể chống lại sói. Vì thế, cần phải là cáo để nhận ra những cạm bẫy, và là sư tử để dọa sói... 

## Hoàn cảnh ra đời
Năm 1512, gia đình nhà Medici lấy lại quyền kiểm soát Firenze và nhanh chóng sa thải Machiavelli, khi ấy đang làm cho chế độ cộng hòa cũ. Một năm sau đó, ông bị vu cáo âm mưu khôi phục chế độ cộng hòa, phải ngồi tù và bị tra tấn trong ba tuần. Sau khi được thả, ông rời đến thị trấn Sant' Andrea và theo đuổi sự nghiệp viết sách.
Tuy nhiên, Machiavelli chưa từ bỏ ý định quay trở lại chính trường. Để tranh thủ sự ủng hộ của gia đình Medici, ông viết cuốn "Quân vương" và bí mật gửi tới người đứng đầu trong gia đình họ. Do đó, có thể nói cuốn sách là một "lá thư xin việc" của Machiavelli. Ngoài ra, với tinh thần dân tộc cao, ông hy vọng những kinh nghiệm chính trị mà ông trình bày trong cuốn sách sẽ được nhà cầm quyền tiếp thu và thống nhất nước Ý khi đó đang bị liên quân Tây Ban Nha-Pháp-Áo chiếm đóng. Thế nhưng, nhà Medici nhận được cuốn sách với thái độ thờ ơ và Machiavelli cũng không được trọng dụng. Những nội dung trong đó dần bị rò rỉ ra ngoài và bị chỉ trích là vô nhân đạo, ghê tởm, và tàn nhẫn.

## Tóm tắt
Mỗi phần của Quân vương đã được bình luận rộng rãi trong nhiều thế kỷ. Tác phẩm có cấu trúc dễ nhận biết, phần lớn do chính tác giả chỉ ra. Có thể tóm tắt như sau:

### Thư gửi Lorenzo de' Medici, Công tước xứ Urbino
Machiavelli mở đầu tác phẩm của mình bằng một lá thư giới thiệu gửi cho Lorenzo de' Medici, Công tước xứ Urbino , người nhận tác phẩm của ông.

### Chủ đề: Thân vương quốc mới (Chương 1 và 2)
Quân vương bắt đầu bằng cách mô tả chủ đề mà nó sẽ xử lý. Trong câu đầu tiên, Machiavelli sử dụng từ "nhà nước" (tiếng Ý: stato, cũng có thể có nghĩa là "địa vị") để bao hàm, theo nghĩa trung lập, "tất cả các hình thức tổ chức quyền lực chính trị tối cao, dù là cộng hòa hay hoàng gia." Cách thức mà từ "nhà nước" có được kiểu nghĩa hiện đại này trong thời kỳ Phục hưng là chủ đề của nhiều cuộc tranh luận học thuật, với câu này và những câu tương tự trong các tác phẩm của Machiavelli được coi là đặc biệt quan trọng.
Machiavelli nói rằng Quân vương sẽ viết về các thân vương quốc, đề cập rằng ông đã viết về các nền cộng hòa ở những nơi khác (tham chiếu đến Diễn ngôn về Livy), nhưng trên thực tế, ông đã trộn lẫn thảo luận về các nền cộng hòa vào tác phẩm này ở nhiều nơi, coi các nền cộng hòa như một loại hình của thân vương quốc cũng vậy, và là một người có nhiều điểm mạnh. Quan trọng hơn, và ít truyền thống hơn, ông phân biệt các thân vương quốc mới với các vương quốc được thành lập cha truyền con nối. Ông giải quyết nhanh chóng các vương quốc cha truyền con nối trong Chương 2, nói rằng chúng dễ cai trị hơn nhiều. Đối với một quân vương như vậy, "trừ khi những tật xấu phi thường khiến anh ta bị ghét, còn không thì có lý khi kỳ vọng rằng thần dân của anh ta sẽ đối xử tốt với anh ta một cách tự nhiên". So sánh tuyên bố này với những lời khuyên truyền thống dành cho các quân vương, đã viết rằng điểm mới trong chương 1 và 2 là "mục đích có chủ ý của việc đối phó với một người cai trị mới, người sẽ cần phải tự lập bất chấp phong tục". Thông thường, những loại tác phẩm này chỉ dành cho các quân vương cha truyền con nối. Ông cho rằng Machiavelli có thể đã bị ảnh hưởng bởi Tacitus cũng như kinh nghiệm của bản thân.
Cách phân loại các loại chế độ này cũng "phi Aristotle" và rõ ràng là đơn giản hơn so với cách phân loại truyền thống, chẳng hạn như trong cuốn Chính trị luận của Aristotle, phân chia các chế độ thành những chế độ được cai trị bởi một quân chủ duy nhất, một đầu sỏ chính trị hoặc bởi nhân dân, trong một dân chủ. Machiavelli cũng bỏ qua những phân biệt cổ điển giữa hình thức tốt đẹp và hư hỏng, chẳng hạn giữa chế độ quân chủ và chế độ chuyên chế.
Tuy nhiên, Xenophon đã phân biệt chính xác giữa các loại người cai trị khi bắt đầu Giáo dục Cyrus, trong đó ông nói rằng, liên quan đến kiến thức về cách cai trị con người, Cyrus Đại đế, quân vương gương mẫu của ông, rất khác "so với tất cả các vị vua khác, cả những người được thừa kế ngai vàng từ cha mình và những người giành được vương miện bằng nỗ lực của chính họ".
Machiavelli chia chủ thể của các trạng thái mới thành hai loại, trường hợp "hỗn hợp" và trạng thái hoàn toàn mới.

### Thân vương quốc "hỗn hợp" (Chương 3–5)
Các thân vương quốc mới hoặc là hoàn toàn mới, hoặc chúng là "hỗn hợp", nghĩa là chúng là những phần mới của một quốc gia cũ hơn, đã thuộc về quân vương đó.

#### Các cuộc chinh phạt mới được thêm vào các bang cũ (Chương 3)
Machiavelli khái quát hóa rằng có một số cách thức đúng đắn của người La Mã để nắm giữ một tỉnh mới giành được, sử dụng chế độ cộng hòa làm ví dụ về cách các quân vương mới có thể hành động:
- cài vương quốc của một người trong việc mua lại mới, hoặc cài đặt các thuộc địa của người dân của một người ở đó, cách nào tốt hơn.
- để nuông chiều các cường quốc nhỏ hơn trong khu vực mà không làm tăng sức mạnh của họ.
- để hạ bệ những kẻ quyền thế.
- không để một thế lực ngoại bang nào được tiếng tăm.

Tổng quát hơn, Machiavelli nhấn mạnh rằng người ta không chỉ quan tâm đến những vấn đề hiện tại mà còn cả những vấn đề trong tương lai. Người ta không nên "tận hưởng lợi ích của thời gian", mà nên tận hưởng lợi ích của đức tính và sự thận trọng của mình, bởi vì thời gian có thể mang lại điều ác cũng như điều tốt.
Machiavelli lưu ý trong chương này về "mong muốn tự nhiên và bình thường để có được" và như vậy, những người hành động theo mong muốn này có thể được "khen hay chê" tùy thuộc vào sự thành công của việc mua lại của họ. Sau đó, ông đi vào chi tiết về việc Vua Pháp đã thất bại như thế nào trong cuộc chinh phục Ý của mình, thậm chí còn nói rằng làm thế nào mà ông ấy có thể thành công. Machiavelli coi việc làm hại kẻ thù là điều cần thiết, ông nói rằng, "nếu gây thương tích cho một người đàn ông, thì vết thương đó phải nghiêm trọng đến mức quân vương không sợ bị trả thù".

#### Các vương quốc bị chinh phục (Chương 4)

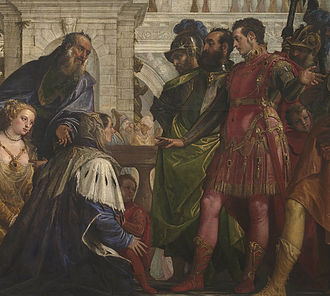
Một ấn tượng của người Ý vào thế kỷ 16 về gia đình của Darius III, hoàng đế của Ba Tư, trước khi chinh phục họ, Alexander Đại đế: Machiavelli giải thích rằng vào thời của ông, vùng Cận Đông lại bị cai trị bởi một đế chế, Đế chế Ottoman, với những đặc điểm tương tự như vậy của Darius – nhìn từ quan điểm của một kẻ chinh phục tiềm năng.

Trong một số trường hợp, vị vua cũ của vương quốc bị chinh phục phụ thuộc vào các lãnh chúa của mình; Nước Pháp thế kỷ 16, hay nói cách khác là nước Pháp vào thời điểm viết Quân vương, được Machiavelli đưa ra như một ví dụ về một vương quốc như vậy. Đây là những thứ dễ vào, nhưng khó giữ.
Khi vương quốc xoay quanh nhà vua, với những người khác là đầy tớ của mình, thì vào khó nhưng dễ giữ. Giải pháp là loại bỏ huyết thống cũ của quân vương. Machiavelli đã sử dụng đế chế Ba Tư của Darius III, bị chinh phục bởi Alexander Đại đế, để minh họa điểm này, và sau đó lưu ý rằng Medici, nếu họ nghĩ về nó, sẽ thấy ví dụ lịch sử này giống với "vương quốc của người Thổ Nhĩ Kỳ" (Đế chế Ottoman) vào thời của họ - khiến cuộc chinh phục này có khả năng dễ dàng tổ chức hơn so với Pháp.

#### Các quốc gia tự do bị chinh phục, với luật pháp và mệnh lệnh của riêng họ (Chương 5)
Lưu ý rằng chương này khá không điển hình so với bất kỳ cuốn sách nào trước đây dành cho các quân vương. Gilbert cho rằng nhu cầu thảo luận về việc chinh phục các nước cộng hòa tự do có liên quan đến dự án thống nhất nước Ý của Machiavelli, nơi bao gồm một số nước cộng hòa tự do. Như ông cũng lưu ý, trong mọi trường hợp, chương này nói rõ rằng việc giữ một trạng thái như vậy là rất khó đối với một quân vương. Machiavelli đưa ra ba lựa chọn:
- Hủy hoại họ, như cách La Mã hủy diệt Carthage, và cũng như Machiavelli nói rằng người La Mã cuối cùng đã phải làm ở Hy Lạp.
- Đến sống ở đó và đích thân cai trị nó.
- Giữ nguyên trạng thái, nhưng cài vào một đầu sỏ.

Machiavelli khuyên nhà cai trị đi theo con đường đầu tiên, nói rằng nếu một quân vương không phá hủy một thành phố, anh ta có thể "bị nó phá hủy".

### Các trạng thái hoàn toàn mới (Chương 6–9)

#### Chinh phục bằng đức hạnh (Chương 6)

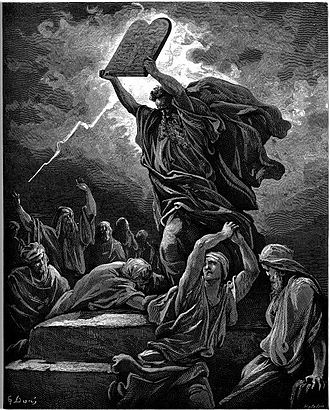
Machiavelli mô tả Moses là một quân vương chinh phục, người đã thiết lập các chế độ và mệnh lệnh mới bằng vũ lực, thứ mà ông ta sẵn sàng sử dụng để giết nhiều người dân của mình. Các nguồn khác mô tả lý do đằng sau thành công của ông ấy theo cách khác.

Quân vương lên nắm quyền nhờ kỹ năng và nguồn lực ("đức hạnh" của họ) thay vì may mắn thường gặp khó khăn trong việc vươn lên dẫn đầu, nhưng một khi đã lên đến đỉnh cao, họ rất an toàn ở vị trí của mình. Điều này là do họ đè bẹp đối thủ một cách hiệu quả và nhận được sự tôn trọng lớn từ những người khác. Bởi vì họ mạnh mẽ và tự chủ hơn, họ ít phải thỏa hiệp hơn với các đồng minh của mình.
Machiavelli viết rằng cải cách một trật tự hiện có là một trong những điều nguy hiểm và khó khăn nhất mà một quân vương có thể làm. Một phần lý do là bản chất con người chống lại sự thay đổi và cải cách. Những người được hưởng lợi từ trật tự cũ sẽ chống lại sự thay đổi rất quyết liệt. Ngược lại, những người có thể hưởng lợi từ trật tự mới sẽ ít ủng hộ quyết liệt hơn, bởi vì trật tự mới không quen thuộc và họ không chắc nó sẽ thực hiện đúng như lời hứa của nó. Hơn nữa, quân vương không thể đáp ứng mong đợi của mọi người. Chắc chắn, ông sẽ làm thất vọng một số người theo dõi ông. Vì vậy, một quân vương phải có phương tiện để buộc những người ủng hộ mình tiếp tục ủng hộ mình ngay cả khi họ bắt đầu có suy nghĩ thứ hai, nếu không, anh ta sẽ mất quyền lực. Chỉ những nhà tiên tri có vũ trang, giống như Moses, mới thành công trong việc mang lại sự thay đổi lâu dài. Machiavelli tuyên bố rằng Moses đã giết vô số người dân của mình để thực thi ý chí của mình.
Machiavelli không phải là nhà tư tưởng đầu tiên nhận thấy khuôn mẫu này. Allan Gilbert đã viết: "Khi mong muốn những luật mới nhưng lại nhìn thấy sự nguy hiểm trong đó, Machiavelli không phải là một nhà đổi mới," bởi vì ý tưởng này là truyền thống và có thể được tìm thấy trong các tác phẩm của Aristotle. Nhưng Machiavelli đã đi xa hơn bất kỳ tác giả nào khác khi nhấn mạnh vào mục tiêu này, và Gilbert liên kết sự nhấn mạnh của Machiavelli về những mục tiêu quyết liệt như vậy với mức độ tham nhũng ở Ý.

#### Chinh phục bằng tài, nghĩa là bằng đức của người khác (Chương 7)
Theo Machiavelli, khi một quân vương lên nắm quyền nhờ may mắn hoặc nhờ sự ban phước của những nhân vật quyền lực trong chế độ, ông thường dễ dàng giành được quyền lực nhưng lại khó giữ được nó sau đó, bởi vì quyền lực của ông phụ thuộc vào thiện chí của những người ủng hộ ông. Ông không chỉ huy được lòng trung thành của quân đội và các quan chức duy trì quyền lực của ông, và những điều này có thể bị ông rút lại bất cứ lúc nào. Đã vươn lên một cách dễ dàng, thậm chí không chắc một quân vương như vậy có đủ kỹ năng và sức mạnh để tự đứng vững trên đôi chân của mình.
Điều này không nhất thiết đúng trong mọi trường hợp. Machiavelli trích dẫn Cesare Borgia như một ví dụ về một quân vương may mắn thoát khỏi khuôn mẫu này. Thông qua các thủ đoạn chính trị xảo quyệt, ông đã cố gắng bảo đảm cơ sở quyền lực của mình. Cesare được cha mình, Giáo hoàng Alexander VI phong làm chỉ huy quân đội của giáo hoàng, nhưng cũng phụ thuộc rất nhiều vào đội quân lính đánh thuê trung thành với anh em nhà Orsini và sự ủng hộ của nhà vua Pháp. Borgia đã giành được lòng trung thành của những người theo dõi anh em nhà Orsini với mức lương cao hơn và các chức vụ có uy tín trong chính phủ. Để bình định Romagna, ông đã cử tay sai của mình, Remirro de Orco, thực hiện các hành vi bạo lực. Khi Remirro bắt đầu trở nên căm ghét vì hành động của mình, Borgia đã đáp lại bằng cách ra lệnh "chặt đôi" anh ta để cho mọi người thấy rằng sự tàn ác không phải do ông, mặc dù đúng là như vậy. Khi một số đội trưởng lính đánh thuê của ông bắt đầu âm mưu chống lại ông, ông đã bắt họ và xử tử. Khi có vẻ như nhà vua nước Pháp sẽ bỏ rơi ông, Borgia đã tìm kiếm các liên minh mới.
Cuối cùng, Machiavelli đưa ra quan điểm rằng việc mang lại những lợi ích mới cho những người bị chinh phục sẽ không đủ để xóa bỏ ký ức về những tổn thương cũ, một ý tưởng mà Allan Gilbert cho rằng có thể tìm thấy trong Tacitus và Seneca Trẻ.

#### Về những người có được thân vương quốc thông qua tội ác (Chương 8)
Các cuộc chinh phục bằng "đức tính tội phạm" là những cuộc chinh phục mà tân vương đảm bảo quyền lực của mình thông qua những hành động tàn ác, vô đạo đức, chẳng hạn như loại bỏ các đối thủ chính trị.
Machiavelli đưa ra hai nhà cai trị để bắt chước, Agathocles xứ Syracuse và Oliverotto Euffreducci. Sau khi Agathocles trở thành Pháp quan của Syracuse, ông đã triệu tập một cuộc họp của giới thượng lưu thành phố. Theo tín hiệu của ông, binh lính của ông đã giết tất cả các thượng nghị sĩ và những công dân giàu có nhất, tiêu diệt hoàn toàn chế độ đầu sỏ cũ. Ông tuyên bố mình là người cai trị mà không có sự phản đối. Quyền lực của ông an toàn đến mức ông có thể đủ khả năng để vắng mặt để tham gia các chiến dịch quân sự ở Châu Phi.
Machiavelli sau đó tuyên bố rằng hành vi của Agathocles không chỉ đơn giản là đạo đức, như ông nói, "Tuy nhiên, người ta không thể gọi đó là đạo đức khi giết công dân của mình, phản bội bạn bè của mình, không có niềm tin, không có lòng thương xót, không có tôn giáo; những cách thức này có thể cho phép một người có được đế chế, nhưng không phải là vinh quang. Tuy nhiên, sự tàn ác man rợ và vô nhân đạo của anh ta, cùng với vô số tội ác của anh ta, không cho phép anh ta được tôn vinh trong số những người đàn ông xuất sắc nhất. Vì vậy, người ta không thể gán cho anh ta may mắn hay đức hạnh đạt được mà không có một trong hai."
Machiavelli sau đó chuyển sang ví dụ tiếp theo của mình, Oliverotto de Fermo, một tư lệnh người Ý, người vừa lên nắm quyền bằng cách giết tất cả kẻ thù của ông, bao gồm cả chú của ông là Giovanni Fogliani, tại một bữa tiệc. Sau khi bao vây hội đồng quản trị và khiến người dân khiếp sợ, sau đó ông đã thành lập một chính phủ với tư cách là người cai trị tuyệt đối. Tuy nhiên, trong một tình huống trớ trêu, Oliverotto đã bị giết giống như cách mà các đối thủ của ông đã làm, vì Cesare Borgia đã bóp cổ anh ta sau khi ông mời Oliverotto và Vitellozzo Vitelli đến một buổi giao hữu.
Machiavelli khuyên rằng một quân vương nên tính toán cẩn thận tất cả những hành động xấu xa mà ông cần làm để đảm bảo quyền lực của mình, rồi thực hiện tất cả chúng trong một lần. Bằng cách này, thần dân của ông sẽ dần quên đi những hành động tàn ác của ông và quân vương có thể gắn bó tốt hơn với thần dân của mình. Những quân vương không làm được điều này, chần chừ trong sự tàn nhẫn của mình, sẽ phải "giữ một con dao bên mình" và bảo vệ mình bằng mọi giá, vì ônga không bao giờ có thể tin tưởng mình giữa các thần dân của mình.
Nhận xét rằng chương này thậm chí còn kém truyền thống hơn những chương tiếp theo, không chỉ ở cách xử lý hành vi phạm tội mà còn ở lời khuyên giành lấy quyền lực từ mọi người ngay lập tức, lưu ý rằng chính xác là điều ngược lại đã xảy ra. được khuyên bởi Aristotle trong Chính trị luận của ông (5.11.1315a13). Mặt khác, Gilbert chỉ ra rằng một lời khuyên khác trong chương này, mang lại lợi ích khi nó không có vẻ gượng ép, là truyền thống.

#### Trở thành quân vương bằng sự lựa chọn của đồng bào (Chương 9)
"Thân vương quốc dân sự" là một công dân trong đó một công dân lên nắm quyền "không phải do tội phạm hoặc bạo lực không thể dung thứ khác", mà do sự ủng hộ của các công dân của ông. Ông nói, điều này không đòi hỏi đức hạnh hay tài sản tột bậc, chỉ cần "sự khôn ngoan may mắn".
Machiavelli tạo ra sự khác biệt quan trọng giữa hai nhóm có mặt ở mọi thành phố và có những sở thích rất khác nhau thúc đẩy họ: "vĩ đại" và "dân chúng". "Vĩ đại" muốn áp bức, thống trị "dân chúng", còn "dân chúng" lại muốn không bị cai trị, áp bức. Một thân vương quốc không phải là kết quả duy nhất có thể xảy ra từ những ham muốn này, bởi vì nó cũng có thể dẫn đến "tự do" hoặc "cho phép".
Một thân vương quốc được đặt ra bởi "vĩ đại" hoặc "dân chúng" khi họ có cơ hội nắm quyền, nhưng gặp sự phản kháng từ phía bên kia. Họ chỉ định một nhà lãnh đạo có thể được lòng dân trong khi lợi ích lớn, hoặc một cơ quan mạnh mẽ bảo vệ người dân chống lại những kẻ vĩ đại.

Machiavelli tiếp tục nói rằng một quân vương có được quyền lực nhờ sự ủng hộ của giới quý tộc sẽ khó duy trì quyền lực hơn một người được dân thường lựa chọn; vì người trước thấy ông bị bao vây bởi những người coi mình ngang hàng với mình. Ông phải dùng đến những biện pháp độc ác để làm hài lòng các quý tộc.
Không thể lấy lòng quý tộc bằng cách đối xử sòng phẳng, không gây thiệt hại cho người khác, nhưng có thể làm hài lòng quần chúng, vì mục tiêu của họ chính trực hơn quý tộc, người sau muốn áp bức, còn người trước chỉ muốn không bị áp bức .
Ngoài ra, một quân vương không thể đủ khả năng để giữ cho những người dân thường thù địch vì họ đông hơn về số lượng trong khi các quý tộc nhỏ hơn.
Vì vậy, điều vĩ đại nên được tạo ra và không được tạo ra mỗi ngày. Có thể gặp hai loại người vĩ đại:
1. Những người bị ràng buộc với quân vương: Liên quan đến những điều này, điều quan trọng là phải phân biệt giữa hai loại người bị ràng buộc bởi quân vương, những người tham lam và những người không. Chính người đến sau mới là người có thể và nên được vinh danh.
2. Những người không bị ràng buộc với quân vương mới: Một lần nữa, những người này cần được chia thành hai loại - những người có tinh thần yếu đuối (một quân vương có thể sử dụng họ nếu họ được tư vấn tốt) và những người trốn tránh sự ràng buộc vì tham vọng của chính họ (những điều này nên được xem và sợ hãi như kẻ thù).

Làm thế nào để thu phục mọi người phụ thuộc vào hoàn cảnh: Machiavelli khuyên:
- Đừng sợ hãi trong nghịch cảnh.
- Người ta nên tránh cai trị thông qua quan tòa, nếu người ta muốn có thể "thăng" lên quyền cai trị tuyệt đối một cách nhanh chóng và an toàn.
- Người ta phải đảm bảo rằng mọi người cần quân vương, đặc biệt nếu thời điểm cần thiết đến.

### Làm thế nào để đánh giá sức mạnh của các thân vương quốc (Chương 10)
Cách để đánh giá sức mạnh của một vương quốc là xem liệu nó có thể tự bảo vệ mình hay liệu nó có cần phụ thuộc vào đồng minh hay không. Điều này không chỉ có nghĩa là các thành phố nên được chuẩn bị và đào tạo người dân; một quân vương bị ghét cũng bị lộ.

### Hội trưởng giáo hội (Chương 11)
Ví dụ, loại "thân vương quốc" này đề cập rõ ràng đến nhà thờ Công giáo, tất nhiên, theo truyền thống không được coi là một thân vương quốc. Theo Machiavelli, những thứ này tương đối dễ duy trì, một khi được thành lập. Họ không cần phải tự bảo vệ mình bằng quân sự, cũng như không cần cai quản thần dân của mình.
Machiavelli thảo luận về lịch sử gần đây của Giáo hội như thể đó là một vương quốc đang cạnh tranh để chinh phục nước Ý chống lại các quân vương khác. Ông chỉ ra chủ nghĩa bè phái là một điểm yếu lịch sử trong Giáo hội, và chỉ ra ví dụ gần đây về gia đình Borgia như một chiến lược tốt hơn mà gần như đã thành công. Sau đó, ông đề xuất rõ ràng rằng Medici hiện đang ở vị trí để thử điều tương tự.

### Quốc phòng và quân sự (Chương 12–14)
Sau khi thảo luận về các loại thân vương quốc khác nhau, Machiavelli chuyển sang cách một quốc gia có thể tấn công các lãnh thổ khác hoặc tự vệ. Hai nền tảng thiết yếu nhất cho bất kỳ quốc gia nào, dù cũ hay mới, là luật pháp hợp lý và lực lượng quân sự hùng mạnh. Một quân vương tự lập là người có thể gặp bất kỳ kẻ thù nào trên chiến trường. Ông nên được "vũ trang" bằng chính đôi tay của mình. Tuy nhiên, một quân vương chỉ dựa vào công sự hoặc nhờ sự giúp đỡ của người khác và đứng ở thế phòng thủ là không đủ tự túc. Nếu ông không thể huy động một đội quân hùng mạnh mà phải dựa vào phòng thủ, ông phải củng cố thành phố của mình. Một thành phố kiên cố chắc chắn sẽ không bị tấn công, và nếu có, hầu hết các đội quân không thể chịu đựng được một cuộc bao vây kéo dài. Tuy nhiên, trong một cuộc bao vây, một quân vương đức hạnh sẽ giữ tinh thần cho thần dân của mình cao trong khi loại bỏ tất cả những người bất đồng chính kiến. Vì vậy, miễn là thành phố được bảo vệ tốt và có đủ nguồn cung cấp, một quân vương khôn ngoan có thể chống lại mọi cuộc bao vây.
Machiavelli cực lực phản đối việc sử dụng lính đánh thuê, và trong việc này, ông ta là người sáng tạo, và ông ta cũng có kinh nghiệm cá nhân ở Florence. Ông tin rằng họ vô dụng đối với một người cai trị vì họ vô kỷ luật, hèn nhát và không có bất kỳ lòng trung thành nào, chỉ được thúc đẩy bởi tiền bạc. Machiavelli cho rằng sự yếu kém của các thành bang Ý là do họ phụ thuộc vào các đội quân đánh thuê.
Machiavelli cũng cảnh báo không nên sử dụng các lực lượng phụ trợ, quân mượn của đồng minh, vì nếu họ thắng, chủ nhân sẽ ở dưới quyền của họ và nếu họ thua, anh ta sẽ bị hủy hoại. Lực lượng phụ trợ nguy hiểm hơn lực lượng lính đánh thuê vì chúng được thống nhất và kiểm soát bởi những nhà lãnh đạo có năng lực, những người có thể chống lại chủ nhân.
Mối quan tâm chính của một quân vương phải là chiến tranh, hoặc sự chuẩn bị cho chiến tranh, chứ không phải sách vở. Thông qua chiến tranh, một quân vương cha truyền con nối duy trì quyền lực của mình hoặc một công dân tư nhân lên nắm quyền. Machiavelli khuyên rằng một quân vương phải thường xuyên đi săn để giữ cho cơ thể cân đối và tìm hiểu phong cảnh xung quanh vương quốc của mình. Thông qua đó, anh ta có thể học cách tốt nhất để bảo vệ lãnh thổ của mình và tiến lên trước những người khác. Để có sức mạnh trí tuệ, anh ta được khuyên nên học tập những nhà quân sự vĩ đại để anh ta có thể bắt chước những thành công của họ và tránh những sai lầm của họ. Một quân vương siêng năng trong thời bình sẽ sẵn sàng trong nghịch cảnh. Machiavelli viết, "do đó, khi vận may quay lưng lại với anh ta, anh ta sẽ sẵn sàng chống lại nó."

### Phẩm chất của một quân vương (Chương 14–19)
Mỗi chương sau trình bày một cuộc thảo luận về một đức tính hay tật xấu cụ thể mà một quân vương có thể có, và do đó được cấu trúc theo cách giống như lời khuyên truyền thống dành cho một quân vương. Tuy nhiên, lời khuyên là xa truyền thống.

#### Nghĩa vụ quân sự của quân vương (Chương 14)
Machiavelli tin rằng trọng tâm chính của một quân vương nên là hoàn thiện nghệ thuật chiến tranh. Ông tin rằng bằng cách theo nghề này, một quân vương có tham vọng sẽ có thể giành được một quốc gia và có thể duy trì những gì mình đã đạt được. Ông tuyên bố rằng "bị tước vũ khí khiến bạn bị coi thường." Ông tin rằng cách duy nhất để đảm bảo lòng trung thành của binh lính là hiểu các vấn đề quân sự. Hai hoạt động mà Machiavelli khuyên nên luyện tập để chuẩn bị cho chiến tranh là thể chất và tinh thần. Về mặt thể chất, ông tin rằng những người cai trị nên tìm hiểu cảnh quan của lãnh thổ của họ. Về mặt tinh thần, ông khuyến khích nghiên cứu các sự kiện quân sự trong quá khứ. Ông cũng cảnh báo chống lại sự lười biếng.

#### Danh tiếng của một quân vương (Chương 15)
Machiavelli nói, bởi vì ông ấy muốn viết một cái gì đó hữu ích cho những người hiểu biết, ông ấy nghĩ rằng việc "đi thẳng đến sự thật có hiệu lực ("verità effettuale") của sự vật là phù hợp hơn là đến trí tưởng tượng về nó". Phần này là phần mà lý tưởng thực dụng của Machiavelli có thể được nhìn thấy rõ ràng nhất. Machiavelli lý do rằng vì các quân vương gặp phải những người đàn ông xấu xa, nên ông nên học cách tự mình trở nên xấu xa như nhau và sử dụng khả năng này hay không tùy theo nhu cầu. Liên quan đến hành vi của một quân vương đối với thần dân của mình, Machiavelli tuyên bố rằng ông ta sẽ khác với những gì các nhà văn khác nói, và viết:
Đàn ông đã tưởng tượng ra các nước cộng hòa và thân vương quốc chưa bao giờ thực sự tồn tại. Tuy nhiên, cách sống của con người khác xa với cách họ nên sống đến mức bất kỳ ai từ bỏ những gì đáng lẽ phải theo đuổi sự sụp đổ của mình hơn là sự bảo tồn của mình; vì một người cố gắng làm điều tốt trong mọi hành vi của mình chắc chắn sẽ bị hủy hoại, vì có rất nhiều người không tốt.
Vì có nhiều phẩm chất mà một quân vương có thể được cho là sở hữu, nên anh ta không được quá lo lắng về việc có tất cả những phẩm chất tốt. Ngoài ra, một quân vương có thể được cho là nhân từ, chung thủy, nhân đạo, thẳng thắn và sùng đạo, nhưng điều quan trọng nhất là dường như chỉ có những phẩm chất này. Một quân vương không thể thực sự có những phẩm chất này bởi vì đôi khi cần phải hành động chống lại chúng. Mặc dù nên tránh mang tiếng xấu nhưng đôi khi cũng cần phải có. Trên thực tế, đôi khi anh ta phải cố tình chọn điều ác:
Ai sao nhãng việc đã làm vì việc nên làm, thì sớm bị hủy hoại hơn là được bảo toàn.

#### Rộng lượng so với tằn tiện (Chương 16)
Nếu một quân vương quá hào phóng với thần dân của mình, Machiavelli khẳng định rằng ông sẽ không được đánh giá cao, và sẽ chỉ gây ra lòng tham muốn nhiều hơn. Ngoài ra, quá hào phóng là không kinh tế, bởi vì cuối cùng tất cả các nguồn lực sẽ cạn kiệt. Điều này dẫn đến thuế cao hơn và sẽ mang lại sự đau buồn cho quân vương. Sau đó, nếu ông quyết định ngừng hoặc hạn chế sự hào phóng của mình, ông sẽ bị coi là kẻ keo kiệt. Do đó, Machiavelli tóm tắt rằng việc đề phòng chống lại sự thù hận của người dân quan trọng hơn việc xây dựng danh tiếng về sự hào phóng. Một quân vương khôn ngoan nên sẵn sàng trở thành một kẻ keo kiệt nổi tiếng hơn là bị ghét vì cố tỏ ra quá hào phóng.
Mặt khác: "của những gì không phải của bạn hoặc của đối tượng của bạn, một người có thể là người cho nhiều hơn, cũng như Cyrus, Caesar và Alexander, bởi vì chi tiêu những gì của người khác không lấy đi danh tiếng của bạn mà còn mang lại danh tiếng cho bạn; chỉ chi tiêu của riêng bạn làm tổn thương bạn".

#### Sự tàn ác so với lòng thương xót (Chương 17)
Machiavelli bắt đầu chương này bằng cách đề cập đến việc lòng thương xót có thể bị lạm dụng như thế nào, điều này sẽ gây hại cho quân vương và quyền thống trị của ông ta. Ông kết thúc bằng cách tuyên bố rằng một quân vương không nên chùn bước trước sự tàn ác nếu điều đó có nghĩa là điều đó sẽ giữ cho thần dân của ông tuân theo quy định. Rốt cuộc, nó sẽ giúp ông duy trì sự cai trị của mình. Ông đưa ra ví dụ về Cesare Borgia, người đã bảo vệ ông khỏi những cuộc nổi loạn. Ông không đối chiếu ví dụ này với các nhà lãnh đạo của Florence, những người, vì quá nhân từ, đã để cho tình trạng rối loạn hoành hành thành phố của họ.
Khi trả lời câu hỏi liệu được yêu mến hay bị sợ hãi thì tốt hơn, Machiavelli viết, "Câu trả lời là một người muốn vừa là người này vừa là người kia; nhưng vì rất khó để kết hợp chúng lại nên sẽ an toàn hơn nhiều khi trở thành đáng sợ hơn là được yêu nếu bạn không thể là cả hai." Như Machiavelli khẳng định, những cam kết được thực hiện trong hòa bình không phải lúc nào cũng được giữ trong nghịch cảnh; tuy nhiên, những cam kết được thực hiện trong sự sợ hãi được giữ lại vì sợ hãi. Tuy nhiên, một quân vương phải đảm bảo rằng anh ta không sợ hãi đến mức bị thù hận, điều này rất có thể xảy ra.
Chương này có lẽ là chương nổi tiếng nhất của tác phẩm, và nó quan trọng vì lý do đằng sau ý tưởng nổi tiếng của Machiavelli rằng thà bị sợ còn hơn được yêu. Lời biện minh của ông hoàn toàn là thực dụng; như ông lưu ý, "Đàn ông ít lo lắng về việc gây thương tích cho người khiến mình được yêu mến hơn là người khiến mình sợ hãi." Nỗi sợ hãi được sử dụng như một phương tiện để đảm bảo sự phục tùng của thần dân và sự an toàn cho quân vương. Trên hết, Machiavelli lập luận, một quân vương không nên can thiệp vào tài sản của thần dân hoặc phụ nữ của họ, và nếu họ định giết ai đó, họ nên làm điều đó với lý do chính đáng.
Đối với quân đội của quân vương, sự sợ hãi là hoàn toàn cần thiết để giữ cho một đơn vị đồn trú lớn thống nhất và một quân vương không nên bận tâm đến ý nghĩ tàn ác về mặt đó. Đối với một quân vương lãnh đạo quân đội của riêng mình, ông bắt buộc phải tuân theo sự tàn ác vì đó là cách duy nhất ông có thể nhận được sự tôn trọng tuyệt đối của binh lính. Machiavelli so sánh hai nhà lãnh đạo quân sự vĩ đại: Hannibal và Scipio Africanus. Mặc dù quân đội của Hannibal bao gồm những người đàn ông thuộc nhiều chủng tộc khác nhau, nhưng họ không bao giờ nổi loạn vì sợ thủ lĩnh của mình. Machiavelli nói rằng điều này đòi hỏi phải có "sự tàn ác vô nhân đạo" mà ông gọi là một đức tính tốt. Mặt khác, những người đàn ông của Scipio được biết đến với những cuộc binh biến và bất đồng, do "lòng thương xót quá mức" của Scipio - tuy nhiên, đó là nguồn vinh quang vì ông sống trong một nền cộng hòa.

#### Làm thế nào các quân vương nên giữ lời của họ (Chương 18)
Machiavelli lưu ý rằng một quân vương được khen ngợi vì đã giữ lời. Tuy nhiên, ông cũng lưu ý rằng trên thực tế, những ông hoàng xảo quyệt nhất đều thành công về mặt chính trị. Do đó, một quân vương chỉ nên giữ lời khi điều đó phù hợp với mục đích của mình, nhưng hãy cố gắng hết sức để duy trì ảo tưởng rằng ông giữ lời và rằng ông đáng tin cậy về mặt đó. Machiavelli khuyên người cai trị nên trở thành một "kẻ nói dối và lừa dối vĩ đại", và đàn ông rất dễ bị lừa nên người cai trị sẽ không gặp vấn đề gì khi nói dối người khác. Ông biện minh cho điều này bằng cách nói rằng đàn ông xấu xa và không bao giờ giữ lời, vì vậy người cai trị không cần phải giữ lời của mình.
Như Machiavelli đã lưu ý, "Anh ta nên tỏ ra từ bi, trung thành với lời nói của mình, thật thà và sùng đạo. Và thực sự anh ta nên như vậy. Nhưng tính cách của anh ta phải như vậy, nếu anh ta cần phải ngược lại, anh ta biết làm thế nào." Như đã lưu ý trong chương 15, quân vương phải tỏ ra có đạo đức để che giấu hành động của mình, và ông có thể làm khác khi đến lúc cần thiết; điều đó bao gồm khả năng nói dối, mặc dù anh ta nói dối bao nhiêu thì ông cũng phải luôn giữ vẻ ngoài trung thực.
Trong chương này, Machiavelli sử dụng "con thú" như một phép ẩn dụ cho hành vi vô đạo đức. Ông tuyên bố rằng mặc dù hành vi hợp pháp là một phần bản chất của đàn ông, nhưng một quân vương nên học cách sử dụng bản chất của cả người và thú một cách khôn ngoan để đảm bảo sự ổn định của chế độ của mình. Tuy nhiên, trong chương này, ông chỉ tập trung vào bản chất "dã thú". Đặc biệt, ông so sánh việc sử dụng vũ lực với "sư tử" và việc sử dụng sự lừa dối với "con cáo", và khuyên quân vương nên nghiên cứu cả hai. Khi sử dụng phép ẩn dụ này, rõ ràng Machiavelli đã đề cập đến De Officiis của nhà hùng biện và chính khách người La Mã Cicero, và bác bỏ kết luận của nó, thay vào đó lập luận rằng hành vi đáng xấu hổ đôi khi là cần thiết về mặt chính trị.